# Araneus albidus
Araneus albidus este o specie de păianjeni din genul Araneus, familia Araneidae. A fost descrisă pentru prima dată de L. Koch, 1871.
Este endemică în Queensland. Conform Catalogue of Life specia Araneus albidus nu are subspecii cunoscute.